# Heinrich Greuner
Johann Heinrich Philipp Greuner (* 10. Dezember 1828; † 13. August 1906 in Lobenstein) war ein deutscher Jurist und Politiker.

## Leben
Greuner war der Sohn des Weißbäckers Johann Heinrich Gottlob Greuner in Saalburg. Er war evangelisch-lutherischer Konfession und heiratete am 29. Oktober 1857 in Gahma Marie Friederike Therese Mörle (* 4. Januar 1834 in Gahma; † 28. Juni 1902 in Lobenstein), die Tochter des Pfarrers Johann Heinrich Mörle in Gahma.
Greuner studierte Staats- und Rechtswissenschaften und wurde Rechtskandidat in Saalburg. 1855 wurde er Notar im Fürstentum Reuß jüngerer Linie und arbeitete als Advokat und Notar in Lobenstein. 1861 wurde er Staatsanwalt für den Landesteil Lobenstein-Ebersdorf. Zuletzt war er Rechtsanwalt. 1887 wurde er zum Justizrat ernannt.
Er gehörte dem Gemeinderat von Lobenstein an und war auch dessen Vorsitzender. Vom 15. Mai bis zum 18. Dezember 1862 und vom 31. Oktober 1871 bis zum 28. August 1874 war er Abgeordneter im Landtag Reuß jüngerer Linie. 1873/74 war er Schriftführer im Landtag.